# Давид ап Гвилим
Да́вид ап Гви́лим (валл. Dafydd ap Gwilym) — валлийский поэт, живший в XIV веке. Часто считается величайшим из всех валлийских поэтов, прозван «валлийским Петраркой».
О жизни Давида ап Гвилима почти ничего неизвестно. Согласно местным традициям он родился возле Пенрин-Кох, приход Лланбадарн-Ваур (Кередигион, недалеко от Аберистуита). Известный исследователь Р. Герайнт Грифид датирует его рождение примерно 1315—1350 годами, а смерть — 1350-м (по мнению Грифида, поэт стал жертвой Чёрной смерти), однако другие учёные датируют его жизнь чуть более поздним временем (примерно 1320—1370). Давид ап Гвилим происходил из благородной дворянской семьи и поэтому, вероятно, не принадлежал к сословию странствующих поэтов, однако многие члены его семьи занимались поэтическим творчеством. По преданию, Давид ап Гвилим похоронен в аббатстве Страта Флорида, и сейчас ему там установлен памятник.
Как поэт Давид ап Гвилим во многом принадлежал к европейской куртуазной традиции (существует даже мнение, что он бывал во Франции или Провансе), любовная лирика занимает существенное место в его творчестве. Кроме того, в отличие от ранней традиции, сосредоточенной в первую очередь на восхвалении патрона, в стихах Давида ап Гвилима крайне сильно личное начало, многие из них рассказывают истории из жизни самого поэта или адресованы его возлюбленным, например Морвид, жене купца из Аберистуита. Давид ап Гвилим также сыграл ключевую роль в популяризации поэтической формы кивид, которая после него становится доминирующей в валлийской поэзии (и самих «поэтов благородных» часто называют Cywyddwyr).